# Europarlamentari della Danimarca della VIII legislatura
Gli europarlamentari della Danimarca  della VIII legislatura, eletti in occasione delle elezioni europee del 2014, sono stati i seguenti.

## Composizione storica
| Europarlamentare         | Lista                          | Gruppo    |
| ------------------------ | ------------------------------ | --------- |
| Margrete Auken           | Partito Popolare Socialista    | Verdi/ALE |
| Bendt Bendtsen           | Partito Popolare Conservatore  | PPE       |
| Ole Christensen          | Socialdemocratici              | S&D       |
| Jørn Dohrmann            | Partito Popolare Danese        | ECR       |
| Rina Ronja Kari          | Movimento Popolare contro l'UE | GUE/NGL   |
| Rikke Karlsson           | Partito Popolare Danese        | ECR       |
| Jeppe Kofod              | Socialdemocratici              | S&D       |
| Morten Messerschmidt     | Partito Popolare Danese        | ECR       |
| Morten Helveg Petersen   | Sinistra Radicale              | ALDE      |
| Jens Rohde               | Venstre                        | ALDE      |
| Christel Schaldemose     | Socialdemocratici              | S&D       |
| Ulla Tørnæs              | Venstre                        | ALDE      |
| Anders Primdahl Vistisen | Partito Popolare Danese        | ECR       |

## Modifiche intervenute

### Venstre
- In data 03.03.2016 a Ulla Tørnæs subentra Morten Løkkegaard.